# Belfast Lough
Belfast Lough (irlandais : Loch Lao) est une anse en Irlande du Nord, près de Belfast. Les villes y étant situées sont, Belfast, Bangor et Carrickfergus. Un de ses affluents est la Lagan. Elle est très  populaire pour le nautisme[réf. nécessaire].
Le site est désigné site Ramsar depuis le 5 août 1998.